# Sítio arqueológico do Cerro do Oiro
O Sítio arqueológico do Cerro do Oiro, também conhecido como Sítio arqueológico do Cerro do Ouro, é um local onde foram encontrados vários vestígios medievais e da Idade do Bronze, na freguesia de São Luís, no Município de Odemira, em Portugal.

## Descrição e história
Um dos núcleos deste sítio arqueológico corresponde provavelmente a um povoado islâmico, e situa-se no cume de uma pequena colina, com grandes declives nas vertentes Sul e Oeste. Este local encontra-se a cerca de 200 m a Sul do Monte do Cerro do Oiro, e a 4 Km da aldeia de São Luís. Os vestígios de edifícios consistem em muros de quartzo e xisto, construídos sobre taludes e afloramentos rochosos nas encostas a Norte e Este. As estruturas são muito imperfeitas, com dimensões e comprimentos variáveis, sendo alguns paralelos. Dois lanços estão organizados de forma a fazerem quase um ângulo recto, criando assim uma estrutura em L, com alinhamento de Norte para Sul e dimensões máximas de 60 por 20 m. Em termos de espólio, neste local foram descobertos fragmentos de cerâmica comuns, vidrados e telhas, embora algum possa ter origem no monte situado nas proximidades.
O sítio arqueológico denominado de Cerro do Ouro 2 situa-se nas imediações do antigo povoado, e consiste numa necrópole da Idade do Bronze, com um só tumulus de sepultura, com eixos de 4 por 5 m. A estrutura, de planta ovalada, é formada por pedras de quartzo em tons brancos, diorito e lajes de xisto. O espólio é composto por fragmentos de cerâmica manual e pedras em diorito, que poderão ser parte de um menir fálico partido.
O terceiro sítio corresponde a um conjunto de escórias e pingos de fundição de cronologia indeterminada, situado a cerca de 200 m do Monte do Cerro do Oiro, no sentido Noroeste, e 400 a Sul do Monte da Chaminé. Em termos de estruturas, foram descobertas partes da parede de um possível forno, que seria utilizado na operação de redução do minério.
O Cerro do Oiro 4 também foi identificado como uma necrópole, que foi totalmente destruída devido à sua violação e trabalhos agrícolas, tendo sobrado algumas grandes lajes de xisto, em tons azuis e cinzentos, e seixos em quartzo. Localiza-se a cerca de 300 m do Monte do Cerro do Oiro, no sentido Norte-Nordeste, e a 300 m a Sudoeste do Monte da Chaminé.
O antigo povoado foi alvo de trabalhos arqueológicos em 1995 e 1998, enquanto que a primeira necrópole foi investigada em 1998, e os sítios do Cerro do Oiro 3 e Cerro do Oiro 4 no ano seguinte.